# 震旦鎧金星介
震旦鎧金星介（学名：Cypridopsis sinensis）为金星介科鎧金星介屬下的一个种。其种加词“sinensis”意为“中华的”。